# 2016年夏季奧林匹克運動會女子水球比賽
2016年夏季奧林匹克運動會女子水球比賽于2016年8月9日至19日在巴西里约热内卢瑪麗亞·蓮克水上運動中心和奧林匹克水上運動中心举行。
美国队在决赛中以12比5完胜意大利，成功在该项目上实现卫冕。俄罗斯队在铜牌赛上战胜匈牙利，时隔16年再获女子水球奖牌。

## 赛程
| G | 小组赛 | ¼ | 1/4决赛 | ½ | 半决赛 | B | 铜牌赛 | F | 决赛 |

| 9日（二） | 10日（三） | 11日（四） | 12日（五） | 13日（六） | 14日（日） | 15日（一） | 16日（二） | 17日（三） | 18日（四） | 19日（五） | 19日（五） |
| --------- | ---------- | ---------- | ---------- | ---------- | ---------- | ---------- | ---------- | ---------- | ---------- | ---------- | ---------- |
| G         |            | G          |            | G          |            | ¼          |            | ½          |            | B          | F          |

## 参赛资格
| 資格賽           | 日期                 | 主辦城市         | 資格數 | 取得資格隊伍 |
| ---------------- | -------------------- | ---------------- | ------ | ------------ |
| 主辦國           | 2009年10月2日        | 丹麥哥本哈根     | 1      | 巴西         |
| 大洋洲資格賽     | 2015年10月19日       | 伯斯             | 1      |              |
| 2015年亞洲錦標賽 | 2015年12月16日至17日 | 佛山市           | 1      | 中國         |
| 2016年歐洲錦標賽 | 2016年1月10日至22日  | 塞爾維亞貝爾格勒 | 1      | 匈牙利       |
| 世界資格賽       | 2016年3月21日至28日  | 豪達             | 4      | 美国         |
| 世界資格賽       | 2016年3月21日至28日  | 豪達             | 4      | 義大利       |
| 世界資格賽       | 2016年3月21日至28日  | 豪達             | 4      | 俄羅斯       |
| 世界資格賽       | 2016年3月21日至28日  | 豪達             | 4      | 西班牙       |
| 總計             |                      |                  | 8      |              |

## 抽签
抽签于2016年4月10日进行。此次比赛的八支队伍被分在两个不同的小组内。
| 第一档次 | 第二档次      | 第三档次      | 第四档次      |
| -------- | ------------- | ------------- | ------------- |
| 匈牙利 · | 美国 · 義大利 | 俄羅斯 · 中國 | 西班牙 · 巴西 |

## 裁判
以下是为此次比赛执法的裁判：
- German Moller
- Daniel Flahive
- Mark Koganov
- Fabio Toffoli
- Marie-Claude Deslières
- 倪世伟
- Nenad Peris
- Hatem Gaber
- Benjamin Mercier
- Georgios Stavridis
- Péter Molnár
- Masoud Rezvani
- Fillippo Gomez
- 田原忠雄
- Stanko Ivanovski
- Diana Dutilh-Dumas
- Radosław Koryzna
- Adrian Alexandrescu
- Sergey Naumov
- Vojin Putniković
- Boris Margeta
- Dion Willis
- Francesc Buch
- Joseph Peila

## 小组赛

### A组
| 排名 | 隊伍     | 賽 | 勝 | 和 | 負 | 得 | 失 | 差  | 分 | 獲得資格   |
| ---- | -------- | -- | -- | -- | -- | -- | -- | --- | -- | ---------- |
| 1    | 義大利   | 3  | 3  | 0  | 0  | 27 | 15 | +12 | 6  | 晋级淘汰赛 |
| 2    |          | 3  | 2  | 0  | 1  | 31 | 15 | +16 | 4  | 晋级淘汰赛 |
| 3    | 俄羅斯   | 3  | 1  | 0  | 2  | 23 | 31 | −8  | 2  | 晋级淘汰赛 |
| 4    | 巴西 (H) | 3  | 0  | 0  | 3  | 13 | 33 | −20 | 0  | 晋级淘汰赛 |

| 2016年8月9日 10:20 | 报告 | 義大利                        | 9–3                     | 巴西       | 里约热内卢瑪麗亞·蓮克水上運動中心 裁判： Diana Dutilh-Dumas（荷兰）、Dion Willis（南非） |
| 2016年8月9日 10:20 | 报告 | 每節比分： 1–1, 2–0, 3–0, 3–2 |                         |            | 里约热内卢瑪麗亞·蓮克水上運動中心 裁判： Diana Dutilh-Dumas（荷兰）、Dion Willis（南非） |
| 2016年8月9日 10:20 | 报告 | 比安科尼 3                    | 進球最多球員 （進球數） | 三名队员 1 | 里约热内卢瑪麗亞·蓮克水上運動中心 裁判： Diana Dutilh-Dumas（荷兰）、Dion Willis（南非） |

| 2016年8月9日 13:00 | 报告 | 俄羅斯                        | 4–14                    |          | 里约热内卢瑪麗亞·蓮克水上運動中心 裁判： Marie-Claude Deslières（加拿大）、Adrian Alexandrescu（罗马尼亚） |
| 2016年8月9日 13:00 | 报告 | 每節比分： 0–3, 1–5, 3–2, 0–4 |                         |          | 里约热内卢瑪麗亞·蓮克水上運動中心 裁判： Marie-Claude Deslières（加拿大）、Adrian Alexandrescu（罗马尼亚） |
| 2016年8月9日 13:00 | 报告 | Prokofyeva 2                  | 進球最多球員 （進球數） | 索斯尔 4 | 里约热内卢瑪麗亞·蓮克水上運動中心 裁判： Marie-Claude Deslières（加拿大）、Adrian Alexandrescu（罗马尼亚） |

| 2016年8月11日 09:00 | 报告 | 俄羅斯                        | 14–7                    | 巴西        | 里约热内卢瑪麗亞·蓮克水上運動中心 裁判： Diana Dutilh-Dumas（荷兰）、田原忠雄（日本） |
| 2016年8月11日 09:00 | 报告 | 每節比分： 2–4, 2–0, 4–2, 6–1 |                         |             | 里约热内卢瑪麗亞·蓮克水上運動中心 裁判： Diana Dutilh-Dumas（荷兰）、田原忠雄（日本） |
| 2016年8月11日 09:00 | 报告 | Ivanova、Prokofyeva 3         | 進球最多球員 （進球數） | Chiappini 4 | 里约热内卢瑪麗亞·蓮克水上運動中心 裁判： Diana Dutilh-Dumas（荷兰）、田原忠雄（日本） |

| 2016年8月11日 10:20 | 报告 | 義大利                        | 8–7                     |                    | 里约热内卢瑪麗亞·蓮克水上運動中心 裁判： Péter Molnár（匈牙利）、Boris Margeta（斯洛文尼亚） |
| 2016年8月11日 10:20 | 报告 | 每節比分： 4–2, 0–1, 2–3, 2–1 |                         |                    | 里约热内卢瑪麗亞·蓮克水上運動中心 裁判： Péter Molnár（匈牙利）、Boris Margeta（斯洛文尼亚） |
| 2016年8月11日 10:20 | 报告 | 加里博蒂 3                    | 進球最多球員 （進球數） | 索斯尔、韦伯斯特 2 | 里约热内卢瑪麗亞·蓮克水上運動中心 裁判： Péter Molnár（匈牙利）、Boris Margeta（斯洛文尼亚） |

| 2016年8月13日 10:20 | 报告 | 俄羅斯                        | 5–10                    | 義大利     | 里约热内卢瑪麗亞·蓮克水上運動中心 裁判： Joseph Peila（美国）、Adrian Alexandrescu（罗马尼亚） |
| 2016年8月13日 10:20 | 报告 | 每節比分： 2–3, 1–2, 1–3, 1–2 |                         |            | 里约热内卢瑪麗亞·蓮克水上運動中心 裁判： Joseph Peila（美国）、Adrian Alexandrescu（罗马尼亚） |
| 2016年8月13日 10:20 | 报告 | Grineva 2                     | 進球最多球員 （進球數） | 比安科尼 3 | 里约热内卢瑪麗亞·蓮克水上運動中心 裁判： Joseph Peila（美国）、Adrian Alexandrescu（罗马尼亚） |

| 2016年8月13日 11:40 | 报告 |                               | 10–3                    | 巴西       | 里约热内卢瑪麗亞·蓮克水上運動中心 裁判： Dion Willis（南非）、Benjamin Mercier（法国） |
| 2016年8月13日 11:40 | 报告 | 每節比分： 1–1, 4–1, 2–0, 3–1 |                         |            | 里约热内卢瑪麗亞·蓮克水上運動中心 裁判： Dion Willis（南非）、Benjamin Mercier（法国） |
| 2016年8月13日 11:40 | 报告 | 戈弗斯、韦伯斯特 2            | 進球最多球員 （進球數） | 三名队员 3 | 里约热内卢瑪麗亞·蓮克水上運動中心 裁判： Dion Willis（南非）、Benjamin Mercier（法国） |

### B组
| 排名 | 隊伍   | 賽 | 勝 | 和 | 負 | 得 | 失 | 差  | 分 | 獲得資格   |
| ---- | ------ | -- | -- | -- | -- | -- | -- | --- | -- | ---------- |
| 1    | 美国   | 3  | 3  | 0  | 0  | 34 | 14 | +20 | 6  | 晋级淘汰赛 |
| 2    | 西班牙 | 3  | 2  | 0  | 1  | 27 | 29 | −2  | 4  | 晋级淘汰赛 |
| 3    | 匈牙利 | 3  | 1  | 0  | 2  | 29 | 33 | −4  | 2  | 晋级淘汰赛 |
| 4    | 中國   | 3  | 0  | 0  | 3  | 23 | 37 | −14 | 0  | 晋级淘汰赛 |

| 2016年8月9日 09:00 | 报告 | 中國                          | 11–13                   | 匈牙利   | 里约热内卢瑪麗亞·蓮克水上運動中心 裁判： Nenad Peris（克罗地亚）、Georgios Stavridis（希腊） |
| 2016年8月9日 09:00 | 报告 | 每節比分： 2–2, 4–4, 3–6, 2–1 |                         |          | 里约热内卢瑪麗亞·蓮克水上運動中心 裁判： Nenad Peris（克罗地亚）、Georgios Stavridis（希腊） |
| 2016年8月9日 09:00 | 报告 | 马欢欢、牛冠男 3              | 進球最多球員 （進球數） | 齐加尼 4 | 里约热内卢瑪麗亞·蓮克水上運動中心 裁判： Nenad Peris（克罗地亚）、Georgios Stavridis（希腊） |

| 2016年8月9日 11:40 | 报告 | 西班牙                        | 4–11                    | 美国       | 里约热内卢瑪麗亞·蓮克水上運動中心 裁判： Daniel Flahive（澳大利亚）、Filippo Gomez（意大利） |
| 2016年8月9日 11:40 | 报告 | 每節比分： 1–4, 1–3, 2–2, 0–2 |                         |            | 里约热内卢瑪麗亞·蓮克水上運動中心 裁判： Daniel Flahive（澳大利亚）、Filippo Gomez（意大利） |
| 2016年8月9日 11:40 | 报告 | 加西亚 2                      | 進球最多球員 （進球數） | 三名队员 2 | 里约热内卢瑪麗亞·蓮克水上運動中心 裁判： Daniel Flahive（澳大利亚）、Filippo Gomez（意大利） |

| 2016年8月11日 11:40 | 报告 | 中國                          | 4–12                    | 美国                 | 里约热内卢瑪麗亞·蓮克水上運動中心 裁判： Radosław Koryzna（波兰）、Filippo Gomez（意大利） |
| 2016年8月11日 11:40 | 报告 | 每節比分： 1–4, 0–3, 2–3, 1–2 |                         |                      | 里约热内卢瑪麗亞·蓮克水上運動中心 裁判： Radosław Koryzna（波兰）、Filippo Gomez（意大利） |
| 2016年8月11日 11:40 | 报告 | 四名队员 1                    | 進球最多球員 （進球數） | 马塞尔曼、斯蒂芬斯 4 | 里约热内卢瑪麗亞·蓮克水上運動中心 裁判： Radosław Koryzna（波兰）、Filippo Gomez（意大利） |

| 2016年8月11日 13:00 | 报告 | 西班牙                        | 11–10                   | 匈牙利   | 里约热内卢瑪麗亞·蓮克水上運動中心 裁判： Marie-Claude Deslières（加拿大）、Vojin Putniković（塞尔维亚） |
| 2016年8月11日 13:00 | 报告 | 每節比分： 2–2, 4–4, 4–1, 1–3 |                         |          | 里约热内卢瑪麗亞·蓮克水上運動中心 裁判： Marie-Claude Deslières（加拿大）、Vojin Putniković（塞尔维亚） |
| 2016年8月11日 13:00 | 报告 | 五名队员 2                    | 進球最多球員 （進球數） | 布伊考 5 | 里约热内卢瑪麗亞·蓮克水上運動中心 裁判： Marie-Claude Deslières（加拿大）、Vojin Putniković（塞尔维亚） |

| 2016年8月13日 09:00 | 报告 | 中國                          | 8–12                    | 西班牙   | 里约热内卢瑪麗亞·蓮克水上運動中心 裁判： Boris Margeta（斯洛文尼亚）、German Moller（阿根廷） |
| 2016年8月13日 09:00 | 报告 | 每節比分： 2–3, 4–4, 1–2, 1–3 |                         |          | 里约热内卢瑪麗亞·蓮克水上運動中心 裁判： Boris Margeta（斯洛文尼亚）、German Moller（阿根廷） |
| 2016年8月13日 09:00 | 报告 | 张潀 3                        | 進球最多球員 （進球數） | 洛佩斯 4 | 里约热内卢瑪麗亞·蓮克水上運動中心 裁判： Boris Margeta（斯洛文尼亚）、German Moller（阿根廷） |

| 2016年8月13日 13:00 | 报告 | 匈牙利                        | 6–11                    | 美国       | 里约热内卢瑪麗亞·蓮克水上運動中心 裁判： Marie-Claude Deslières（加拿大）、Diana Dutilh-Dumas（荷兰） |
| 2016年8月13日 13:00 | 报告 | 每節比分： 2–2, 1–5, 1–1, 2–3 |                         |            | 里约热内卢瑪麗亞·蓮克水上運動中心 裁判： Marie-Claude Deslières（加拿大）、Diana Dutilh-Dumas（荷兰） |
| 2016年8月13日 13:00 | 报告 | 叙奇 2                        | 進球最多球員 （進球數） | 斯蒂芬斯 4 | 里约热内卢瑪麗亞·蓮克水上運動中心 裁判： Marie-Claude Deslières（加拿大）、Diana Dutilh-Dumas（荷兰） |

## 淘汰赛

### 对阵形势图
|  | 1/4决赛        | 1/4决赛 |         |         | 半决赛 | 半决赛 |  |  | 金牌赛 | 金牌赛 |
|  |                |         |         |         |        |        |  |  |        |        |
|  | 8月15日        |         |         |         |        |        |  |  |        |        |
|  |                |         |         |         |        |        |  |  |        |        |
|  |                | 8（3）  |         |         |        |        |  |  |        |        |
|  | 8月17日        |         |         |         |        |        |  |  |        |        |
|  | 匈牙利（点球） | 8（5）  |         |         |        |        |  |  |        |        |
|  | 匈牙利（点球） | 8（5）  | 匈牙利  | 10      |        |        |  |  |        |        |
|  | 8月15日        |         | 匈牙利  | 10      |        |        |  |  |        |        |
|  |                | 美国    | 14      |         |        |        |  |  |        |        |
|  | 巴西           | 美国    | 14      | 3       |        |        |  |  |        |        |
|  | 巴西           |         | 8月19日 | 3       |        |        |  |  |        |        |
|  | 美国           | 13      |         |         |        |        |  |  |        |        |
|  | 美国           | 13      | 美国    | 12      |        |        |  |  |        |        |
|  | 8月15日        |         | 美国    | 12      |        |        |  |  |        |        |
|  |                | 義大利  | 5       |         |        |        |  |  |        |        |
|  | 俄羅斯         | 義大利  | 5       | 12      |        |        |  |  |        |        |
|  | 俄羅斯         | 8月17日 |         | 12      |        |        |  |  |        |        |
|  | 西班牙         | 10      |         |         |        |        |  |  |        |        |
|  | 西班牙         | 10      | 俄羅斯  | 9       |        |        |  |  |        |        |
|  | 8月15日        |         | 俄羅斯  | 9       |        |        |  |  |        |        |
|  |                | 義大利  | 12      |         | 铜牌赛 | 铜牌赛 |  |  |        |        |
|  | 義大利         | 義大利  | 12      | 12      | 铜牌赛 | 铜牌赛 |  |  |        |        |
|  | 義大利         |         | 8月19日 | 12      |        |        |  |  |        |        |
|  | 中國           | 7       |         |         |        |        |  |  |        |        |
|  | 中國           | 7       | 匈牙利  | 12（6） |        |        |  |  |        |        |
|  |                |         |         |         |        |        |  |  |        |        |
|  | 俄羅斯（点球） | 12（7） |         |         |        |        |  |  |        |        |
|  | 俄羅斯（点球） | 12（7） |         |         |        |        |  |  |        |        |

5至8名排位赛
|  | 5至8名半决赛 | 5至8名半决赛 |              |    | 5至6名排位赛 | 5至6名排位赛 |
|  |              |              |              |    |              |              |
|  | 8月17日      |              |              |    |              |              |
|  |              |              |              |    |              |              |
|  |              | 11           |              |    |              |              |
|  | 8月19日      |              |              |    |              |              |
|  | 巴西         | 4            |              |    |              |              |
|  | 巴西         | 4            | 10           |    |              |              |
|  | 8月17日      |              |              |    |              |              |
|  |              | 西班牙       | 12           |    |              |              |
|  | 西班牙       | 西班牙       | 12           | 11 |              |              |
|  | 西班牙       |              |              | 11 |              |              |
|  | 中國         | 6            |              |    |              |              |
|  | 中國         | 6            | 7至8名排位赛 |    |              |              |
|  |              |              |              |    |              |              |
|  | 8月19日      |              |              |    |              |              |
|  |              |              |              |    |              |              |
|  | 巴西         | 5            |              |    |              |              |
|  | 巴西         | 5            |              |    |              |              |
|  | 中國         | 10           |              |    |              |              |

### 1/4决赛
| 2016年8月15日 14:10 | 报告 | 巴西                          | 3–13                    | 美国       | 里约热内卢奧林匹克水上運動中心 裁判： Diana Dutilh-Dumas（荷兰）、田原忠雄（日本） |
| 2016年8月15日 14:10 | 报告 | 每節比分： 0–5, 0–3, 0–5, 3–0 |                         |            | 里约热内卢奧林匹克水上運動中心 裁判： Diana Dutilh-Dumas（荷兰）、田原忠雄（日本） |
| 2016年8月15日 14:10 | 报告 | 三名队员 1                    | 進球最多球員 （進球數） | 四名队员 2 | 里约热内卢奧林匹克水上運動中心 裁判： Diana Dutilh-Dumas（荷兰）、田原忠雄（日本） |

| 2016年8月15日 15:30 | 报告 |                               | 8–8                     | 匈牙利               | 里约热内卢奧林匹克水上運動中心 裁判： Francesc Buch（西班牙）、Vojin Putniković（塞尔维亚） |
| 2016年8月15日 15:30 | 报告 | 每節比分： 1–3, 2–2, 3–2, 2–1 |                         |                      | 里约热内卢奧林匹克水上運動中心 裁判： Francesc Buch（西班牙）、Vojin Putniković（塞尔维亚） |
| 2016年8月15日 15:30 | 报告 | 索斯尔 3                      | 進球最多球員 （進球數） | 布伊考、凯斯特海伊 2 | 里约热内卢奧林匹克水上運動中心 裁判： Francesc Buch（西班牙）、Vojin Putniković（塞尔维亚） |

| 2016年8月15日 18:20 | 报告 | 俄羅斯                        | 12–10                   | 西班牙           | 里约热内卢奧林匹克水上運動中心 裁判： Marie-Claude Deslières（加拿大）、Nenad Peris（克罗地亚） |
| 2016年8月15日 18:20 | 报告 | 每節比分： 2–3, 3–2, 5–3, 2–2 |                         |                  | 里约热内卢奧林匹克水上運動中心 裁判： Marie-Claude Deslières（加拿大）、Nenad Peris（克罗地亚） |
| 2016年8月15日 18:20 | 报告 | Fedotova 4                    | 進球最多球員 （進球數） | 洛佩斯、塔拉戈 3 | 里约热内卢奧林匹克水上運動中心 裁判： Marie-Claude Deslières（加拿大）、Nenad Peris（克罗地亚） |

| 2016年8月15日 19:40 | 报告 | 義大利                        | 12–7                    | 中國   | 里约热内卢奧林匹克水上運動中心 裁判： Georgios Stavridis（希腊）、Adrian Alexandrescu（罗马尼亚） |
| 2016年8月15日 19:40 | 报告 | 每節比分： 1–1, 3–1, 4–2, 4–3 |                         |        | 里约热内卢奧林匹克水上運動中心 裁判： Georgios Stavridis（希腊）、Adrian Alexandrescu（罗马尼亚） |
| 2016年8月15日 19:40 | 报告 | 比安科尼 3                    | 進球最多球員 （進球數） | 张潀 3 | 里约热内卢奧林匹克水上運動中心 裁判： Georgios Stavridis（希腊）、Adrian Alexandrescu（罗马尼亚） |

### 5至8名半决赛
| 2016年8月17日 11:00 | 报告 |                               | 11–4                    | 巴西        | 里约热内卢奧林匹克水上運動中心 裁判： 倪世伟（中国）、Marie Deslières（加拿大） |
| 2016年8月17日 11:00 | 报告 | 每節比分： 2–1, 3–1, 4–1, 2–1 |                         |             | 里约热内卢奧林匹克水上運動中心 裁判： 倪世伟（中国）、Marie Deslières（加拿大） |
| 2016年8月17日 11:00 | 报告 | 阿兰奇尼、索斯尔 3            | 進球最多球員 （進球數） | Chiappini 2 | 里约热内卢奧林匹克水上運動中心 裁判： 倪世伟（中国）、Marie Deslières（加拿大） |

| 2016年8月17日 15:10 | 报告 | 西班牙                        | 11–6                    | 中國     | 里约热内卢奧林匹克水上運動中心 裁判： Radosław Koryzna（波兰）、Fabio Toffoli（意大利） |
| 2016年8月17日 15:10 | 报告 | 每節比分： 2–2, 2–0, 4–2, 3–2 |                         |          | 里约热内卢奧林匹克水上運動中心 裁判： Radosław Koryzna（波兰）、Fabio Toffoli（意大利） |
| 2016年8月17日 15:10 | 报告 | 五名队员 2                    | 進球最多球員 （進球數） | 马欢欢 2 | 里约热内卢奧林匹克水上運動中心 裁判： Radosław Koryzna（波兰）、Fabio Toffoli（意大利） |

### 半决赛
| 2016年8月17日 12:20 | 报告 | 俄羅斯                        | 9–12                    | 義大利     | 里约热内卢奧林匹克水上運動中心 裁判： Mark Koganov（阿塞拜疆）、Francesc Buch（西班牙） |
| 2016年8月17日 12:20 | 报告 | 每節比分： 2–2, 2–4, 0–2, 5–4 |                         |            | 里约热内卢奧林匹克水上運動中心 裁判： Mark Koganov（阿塞拜疆）、Francesc Buch（西班牙） |
| 2016年8月17日 12:20 | 报告 | Ivanova、Lisunova 2           | 進球最多球員 （進球數） | 加里博蒂 5 | 里约热内卢奧林匹克水上運動中心 裁判： Mark Koganov（阿塞拜疆）、Francesc Buch（西班牙） |

| 2016年8月17日 16:30 | 报告 | 匈牙利                        | 10–14                   | 美国       | 里约热内卢奧林匹克水上運動中心 裁判： Daniel Flahive（澳大利亚）、Georgios Stavridis（希腊） |
| 2016年8月17日 16:30 | 报告 | 每節比分： 2–3, 3–5, 3–4, 2–2 |                         |            | 里约热内卢奧林匹克水上運動中心 裁判： Daniel Flahive（澳大利亚）、Georgios Stavridis（希腊） |
| 2016年8月17日 16:30 | 报告 | 凯斯特海伊 4                  | 進球最多球員 （進球數） | 斯蒂芬斯 4 | 里约热内卢奧林匹克水上運動中心 裁判： Daniel Flahive（澳大利亚）、Georgios Stavridis（希腊） |

### 7至8名排位赛
| 2016年8月19日 10:00 | 报告 | 巴西                          | 5–10                    | 中國       | 里约热内卢奧林匹克水上運動中心 裁判： Daniel Flahive（澳大利亚）、Nenad Peris（克罗地亚） |
| 2016年8月19日 10:00 | 报告 | 每節比分： 2–2, 0–2, 0–2, 3–4 |                         |            | 里约热内卢奧林匹克水上運動中心 裁判： Daniel Flahive（澳大利亚）、Nenad Peris（克罗地亚） |
| 2016年8月19日 10:00 | 报告 | Chiappini 3                   | 進球最多球員 （進球數） | 三名队员 2 | 里约热内卢奧林匹克水上運動中心 裁判： Daniel Flahive（澳大利亚）、Nenad Peris（克罗地亚） |

### 5至6名排位赛
| 2016年8月19日 14:10 | 报告 |                               | 10–12                   | 西班牙   | 里约热内卢奧林匹克水上運動中心 裁判： Marie-Claude Deslières（加拿大）、Sergey Naumov（俄罗斯） |
| 2016年8月19日 14:10 | 报告 | 每節比分： 5–4, 2–3, 1–3, 2–2 |                         |          | 里约热内卢奧林匹克水上運動中心 裁判： Marie-Claude Deslières（加拿大）、Sergey Naumov（俄罗斯） |
| 2016年8月19日 14:10 | 报告 | 巴克林 3                      | 進球最多球員 （進球數） | 塔拉戈 7 | 里约热内卢奧林匹克水上運動中心 裁判： Marie-Claude Deslières（加拿大）、Sergey Naumov（俄罗斯） |

### 铜牌赛
| 2016年8月19日 11:20 | 报告 | 匈牙利                        | 12–12                   | 俄羅斯     | 里约热内卢奧林匹克水上運動中心 裁判： Diana Dutilh-Dumas（荷兰）、Fillippo Gomez（意大利） |
| 2016年8月19日 11:20 | 报告 | 每節比分： 3–3, 3–4, 3–1, 3–4 |                         |            | 里约热内卢奧林匹克水上運動中心 裁判： Diana Dutilh-Dumas（荷兰）、Fillippo Gomez（意大利） |
| 2016年8月19日 11:20 | 报告 | 布伊考 3                      | 進球最多球員 （進球數） | Fedotova 5 | 里约热内卢奧林匹克水上運動中心 裁判： Diana Dutilh-Dumas（荷兰）、Fillippo Gomez（意大利） |

### 金牌赛
| 2016年8月19日 15:30 | 报告 | 美国                          | 12–5                    | 義大利   | 里约热内卢奧林匹克水上運動中心 裁判： Adrian Alexandrescu（罗马尼亚）、Francesc Buch（西班牙） |
| 2016年8月19日 15:30 | 报告 | 每節比分： 4–1, 1–2, 4–1, 3–1 |                         |          | 里约热内卢奧林匹克水上運動中心 裁判： Adrian Alexandrescu（罗马尼亚）、Francesc Buch（西班牙） |
| 2016年8月19日 15:30 | 报告 | Neushul 3                     | 進球最多球員 （進球數） | 拉迪基 2 | 里约热内卢奧林匹克水上運動中心 裁判： Adrian Alexandrescu（罗马尼亚）、Francesc Buch（西班牙） |

## 最终排名
| 排名 | 队伍   |
| ---- | ------ |
| 金牌 | 美国   |
| 銀牌 | 義大利 |
| 銅牌 | 俄羅斯 |
| 4    | 匈牙利 |
| 5    | 西班牙 |
| 6    |        |
| 7    | 中國   |
| 8    | 巴西   |

| 2016年女子水球冠軍 |
| ------------------ |
| · 美国             |
| 第 2 次奪冠        |

## 统计
| 排名 | 运动员             | 得分 | 射球次数 | %  |
| ---- | ------------------ | ---- | -------- | -- |
| 1    | 玛吉·斯蒂芬斯      | 17   | 24       | 71 |
| 2    | 布伊考·芭芭拉      | 15   | 23       | 65 |
| 2    | 罗莎·塔拉戈        | 15   | 35       | 43 |
| 4    | 阿什莉·索斯尔      | 14   | 36       | 39 |
| 4    | 凯斯特海伊·丽陶    | 14   | 36       | 39 |
| 6    | 罗伯塔·比安科尼    | 13   | 33       | 39 |
| 6    | Nadezhda Fedotova  | 13   | 27       | 48 |
| 8    | Izabella Chiappini | 12   | 49       | 25 |
| 8    | 阿里安娜·加里博蒂  | 12   | 28       | 43 |
| 8    | 玛迪·马塞尔曼      | 12   | 25       | 48 |

| 排名 | 运动员            | %  | 扑救 | 对手射球次数 |
| ---- | ----------------- | -- | ---- | ------------ |
| 1    | 阿什莉·约翰逊     | 65 | 51   | 79           |
| 2    | 朱莉娅·戈尔莱罗   | 61 | 65   | 106          |
| 3    | 萨曼莎·希尔       | 60 | 6    | 10           |
| 4    | Lea Yanitsas      | 59 | 27   | 46           |
| 5    | Tess Oliveira     | 49 | 34   | 69           |
| 6    | Kelsey Wakefield  | 47 | 18   | 38           |
| 7    | 杨珺              | 47 | 55   | 118          |
| 8    | 劳拉·伊斯特       | 44 | 41   | 94           |
| 9    | 考绍·欧尔绍尧     | 42 | 27   | 64           |
| 10   | Victória Chamorro | 42 | 23   | 55           |

## 奖牌获得者
| 金牌 | 银牌 | 铜牌 |
| 美国（USA） 萨曼莎·希尔 · 玛迪·马塞尔曼 · 梅利莎·塞德曼 · 瑞秋·法塔尔 · 卡罗琳·克拉克 · 玛吉·斯蒂芬斯 · 考特妮·马修森 · Kiley Neushul · 阿里娅·费希尔 · 凯莉·吉尔克里斯特 · 麦肯齐·费希尔 · 卡米·克雷格 · 阿什莉·约翰逊 · 主教练：亚当·克里科里安 | 意大利（ITA） 朱莉娅·戈尔莱罗 · 基娅拉·塔巴尼 · 阿里安娜·加里博蒂 · 埃莉萨·奎伊罗洛 · 费代丽卡·拉迪基 · 罗萨里娅·阿耶洛 · 塔尼娅·迪马里奥 · 罗伯塔·比安科尼 · 朱莉娅·埃莫洛 · 弗兰切斯卡·波梅里 · 亚历山德拉·科蒂 · 特雷莎·弗拉西内蒂 · 劳拉·泰亚尼 · 主教练：Fabio Conti | 俄罗斯（RUS） Anna Ustyukhina · Maria Borisova · Ekaterina Prokofyeva · Elvina Karimova · Nadezhda Fedotova · Olga Belova · Ekaterina Lisunova · Anastasia Simanovich · Anna Timofeeva · Evgenia Soboleva · Evgeniya Ivanova · Anna Grineva · Anna Karnaukh · 主教练：Alexandr Gaidukov |